# Biturix rectilinea
Biturix rectilinea là một loài bướm đêm thuộc phân họ Arctiinae, họ Erebidae.